# کلاته منار
کلاته منار، روستایی است از توابع بخش رضویه شهرستان مشهد در استان خراسان رضوی ایران. شغل مردمش کشاورزی بود و آب رودخانه کشاورزی این روستا را تأمین می‌کرد و متأسفانه به خاطر خشکسالیهای متوالی این چند ساله و مخصوصاً بی‌توجهی کامل مسئولین این روستا که مرکز دهستان نیز هست و بیشتر از شانزده هزار هکتار زمین کشاورزی دارد در حال نابودی و متروکه شدن است. مهم‌ترین اخلاق مثبت مردم این روستا که زبان زد روستاهای مجاور شده برگزاری مراسم روز عاشورا می‌باشد
خانه بهداشت کلاته منار، خوشبختانه این روستا از از فعالیت‌های مؤثر خانه بهداشت که واقع در مرکز روستا می‌باشد به نحو احسنت بهره می‌برد و طی سال‌های اخیر از لحاظ سلامت جسمی و روانی مردم این روستا نتایج مثبتی گزارش شده
پروژه گازرسانی، این روستا در سال ۱۳۹۹ شروع شده و در مرحله طراحی است.
طرح سد سازی در این منطقه در کنار رودخانه کلاته منار اتفاق مهمی در بخش رضویه حتی استان قلمداد می‌شود

## جمعیت
این روستا در دهستان پایین ولایت قرار داشته و براساس آخرین سرشماری مرکز آمار ایران که در سال ۱۳۹۱ صورت گرفته، جمعیت آن ۲۰۰۰۰ نفر (۲۳۰ خانوار) بوده‌است.